# تلاش سخت: گری مربی تنیس
تلاش سخت: گری مربی تنیس (به انگلیسی: Balls Out: Gary the Tennis Coach) فیلمی محصول سال ۲۰۰۹ و به کارگردانی دنی لینر است. در این فیلم بازیگرانی همچون شان ویلیام اسکات، رندی کواید، لئونور وارلا، براندو ایتون، رایان سیمپکینز، جاستین چون، مردیت ایتون و استرلینگ نایت ایفای نقش کرده‌اند.